# Cape Barren (wyspa)
Cape Barren – druga co do wielkości wyspa w archipelagu Wysp Furneaux w Cieśninie Bassa o powierzchni (478,4 km²). Należy do Australii, jest częścią stanu Tasmania. Jej najwyższym wzniesieniem jest Mount Munro (687 m n.p.m.).
Większość mieszkańców wyspy stanowią potomkowie Aborygenów i Europejczyków, którzy wcześniej zamieszkiwali wyspę Flindersa, lecz przenieśli się na Cape Barren w późnych latach 70. XIX wieku. Zamieszkuje tam również kilkudziesięcioosobowa społeczność Aborygenów.
Na wyspie po raz pierwszy zaobserwowano kapodzioba (jego angielska nazwa to Cape Barren Goose – gęś z Cape Barren).